# Festival Eurovisão da Canção 1958
O Festival Eurovisão da Canção 1958 (em inglês: Eurovision Song Contest 1958, em francês: Concours Eurovision de la chanson 1958; e em neerlandês: Europæiske Melodigrandprix 1958) foi o 3º Festival Eurovisão da Canção e realizou-se em 12 de Março de 1958 na cidade de Hilversum nos Países Baixos. A apresentadora do festival foi Hannie Lips. 
A edição teve a vitória de André Claveau, que representou a França com a canção "Dors, mon amour" (Dorme meu amor), esta foi a primeira vez que terra francesas venceram o festival. Esta foi a primeira vez na história da Eurovisão que o país vencedor num ano organizou o festival no ano seguinte, esta regra tem-se mantido até à actualidade, com algumas excepções. A canção italiana não foi bem ouvida em alguns países, isto significou que depois de todas as outras canções terem sido apresentadas, Domenico Modugno teve de cantar parcialmente a canção porque os júris não estavam em estúdio como nos anos anteriores. Pela segunda vez, os júris estavam nos seus países a assistir ao espectáculo  e enviaram os seus resultados através do telefone. A canção italiana foi um grande sucesso nos Estados Unidos da América e teve dois  Prémios Grammy em 1958. O grupo Gipsy Kings em 1989 no álbum Mosaique adaptou esse grande sucesso. Foi uma das poucas canções Eurovisivas, que ficou em primeiro lugar nos tops de música na América. No espetáculo organizado para celebrar os 50 anos da Eurovisão, em 2005 intitulado de "Congratulations: 50 Anos do Festival Eurovisão da Canção", a música italiana de 1958 foi escolhida como a 2º melhor música da Eurovisão da sempre (atrás da canção dos ABBA "Waterloo"). Em 1958, foi o último ano e que o Reino Unido não participou no festival até aos dias de hoje (conta já com 54 participações no festival). Ao contrário da primeira edição do festival, em 1958 continuou a regra imposta em 1957, onde um país só poderia enviar uma única canção para o concurso. Em 1958 foi adoptada a regra do limite das datas para as canções. Juntamente com o Festival Eurovisão da Canção 1956, são os únicos festivais na história que não tiveram a concurso uma única canção interpretada em inglês. A única estreia foi a da Suécia, um país que ao longo dos anos tornar-se-ia num dos mais bem sucedidos países no concurso. Os júris não se encontravam no estúdio, tal como aconteceu em 1956. À semelhança da edição passada, em 1957, neste ano os júris ficaram e deram as votações a partir do seu próprio país, ouvindo também o festival de lá. Uma vez a apresentação das músicas concluída, os júris enviaram os resultados via telefone. O intervalo esteve a cargo da orquestra presente na sala do evento, liderada pelo maestro
Dolf van der Linden. Pela primeira vez na hist´roia do festival, ocorreram dois intervalos, um a meio das actuações e outro no fim de todas as apresentações estarem concluídas. Pelo terceiro ano consecutivo, foi escolhida uma noite diferente para a realização do concurso, e seguida de um domingo em 1956 e uma quinta-feira em 1957, a edição de 1958 teve lugar a uma quarta-feira. Todos os sete países originais do festival, regressaram ao enredo outravez, e a estes juntaram-se a Áustria e a Dinamarca, que obtiveram boas classificações na edição anterior. O único país que não regressou foi o Reino Unido. Seguido do desapontamento com o resultado obtido no ano anterior, a BBC decidiu que não entraria no festival em 1958. No entanto, a Suécia estreou-se na Eurovisão nesse mesmo ano, e mais uma vez competiram dez países no concurso (o mais baixo número de músicas num festival da Eurovisão de sempre).

## História
Em 1958, com apenas duas edições até então realizadas, o evento estabeleceu-se como um evento anual de grande sucesso e prestigio, e começou a atrair as atenções de outros países por todo o continente Europeu. A única coisa que o festival ainda não tinha conseguido, era produzir um grande sucesso internacional, pois este era conhecido nesta altura como um evento para escolher a melhor canção popular do ano, o que foi um grande desapontamento para os organizadores. Contudo a terceira edição do Festival Eurovisão da Canção estava prestes a mudar isso e da mais forma espectacular possível. O Reino Unido originalmente foi o primeiro escolhido para organizar a edição de 1958. No entanto, após o falhanço das negociações com sindicatos artísticos, a BBC desistiu no verão de 1957 e não participou pela segunda e última vez na História. Por isso, para a edição de 1958, um novo formato foi posto em cima da mesa e executado. O país vencedor de um ano, passaria a ter a oportunidade, honra e privilégio de poder organizar o concurso nas suas terras nacionais. Esta nova regra/medida foi aceite com grande honra pelos países participantes, visto que até a própria estação televisiva anfitriã, tinha que pagar altas cotas para poder hostear o concurso. Esta medida do país vencedor organizar o concurso no ano seguinte, continua até aos dias de hoje, com poucas excepções ao longo da história. Seguida da vitória de "Net Als Toen", em 1957, a televisão holandesa NTS assumiu a responsabilidade de organizar o evento, no entanto a sua escolha para local do festival não foi vista como a mais óbvia por muita gente que vivia fora dos Países Baixos. A cidade rural de Hilversum, a vinte milhas de Amesterdão, é cercada por pântanos, lagos, florestas e outras vilas mais pequenas. Até aos nossos dias, esta foi a cidade mais pequena que alguma vez hosteou o festival. A razão pela qual Hilversum foi escolhida como sede do evento, foi por ser conhecida como a "Cidade dos Media" e é o centro tradicional da rádio e televisão holandesa. Hoje em dia, apenas 80 mil pessoas vivem na cidade, mas voltando a 1958, mais de 100 mil viviam no local, graças não só a localização das televisões, mas também por ser um importante centro da agricultura nos Países Baixos.

## Local

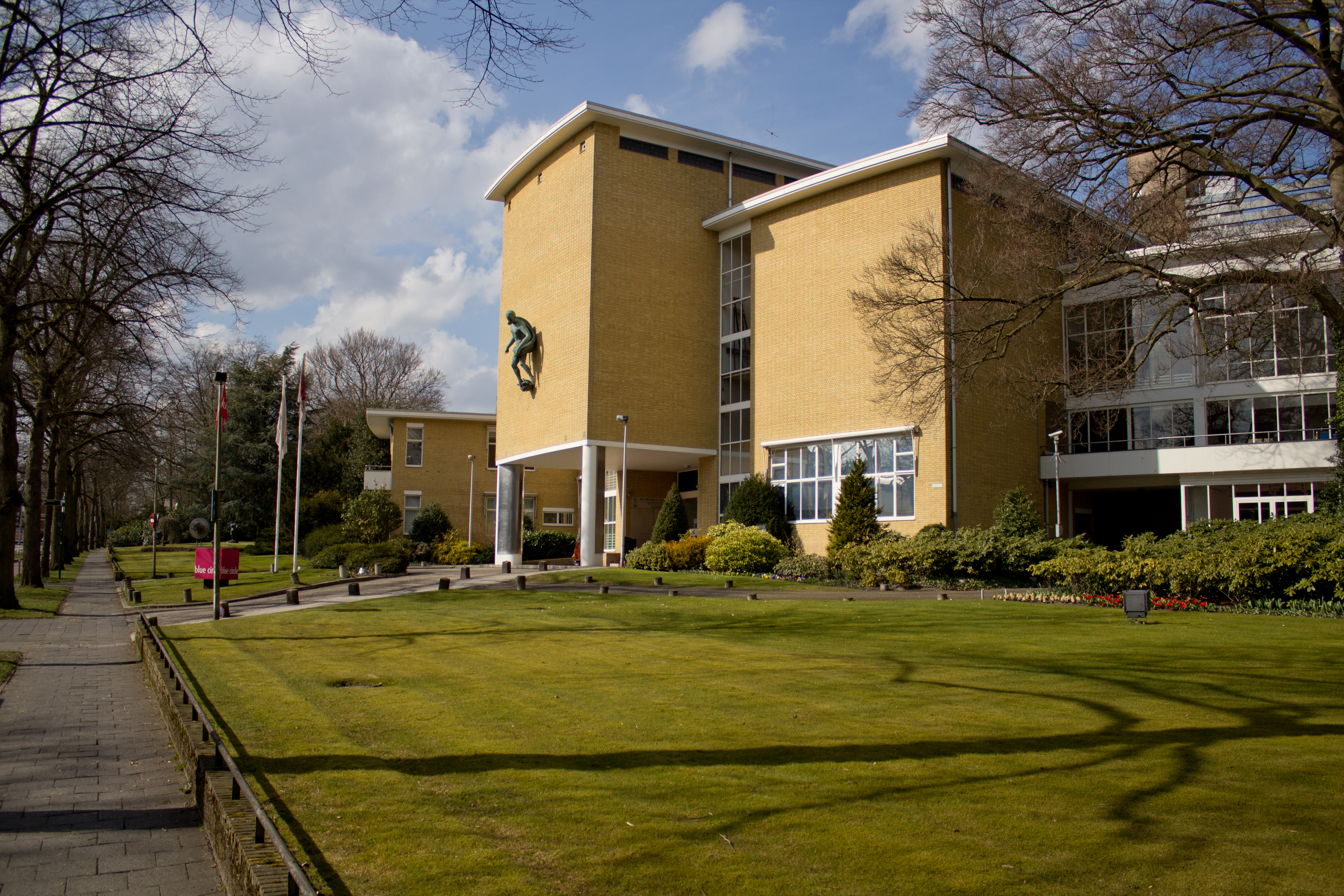
Estúdios da AVRO, em Hilversum, nos Países Baixos.

O Festival Eurovisão da Canção 1958 ocorreu em Hilversum, nos Países Baixos. Hilversum é uma municipalidade e cidade dos Países Baixos, na província da Holanda do Norte. Localizada na região denominada "'t Gooi", é a maior cidade daquela área. É cercada por charnecas, florestas, campinas, lagos e vilarejos. Hilversum faz parte do Randstad, uma das maiores conurbações da Europa. Hilversum fica a 30 km a sudeste de Amesterdão e 25 km ao norte de Utrecht. Na altura do festival, a cidade possuía uma população superior a cem mil residentes. O festival em si, ocorreu nos AVRO Studios, os estúdios televisivos situados na Cidade de Hilversum. Esta arena foi escolhida para o Festival Eurovisão da Canção 1958, por ser os estúdios principais da televisão holandesa, tipicamente moderna,, no entanto um edificio um pouco anónimo, que se encontra em uso ainda nos dias correntes. Pelas características do local, um estúdio de televisão, era muito pequeno, e a imagem do palco era bastante similar aos dos anos anterior, utilizando uma escadaria para introduzir os artistas.

## Formato e Visual

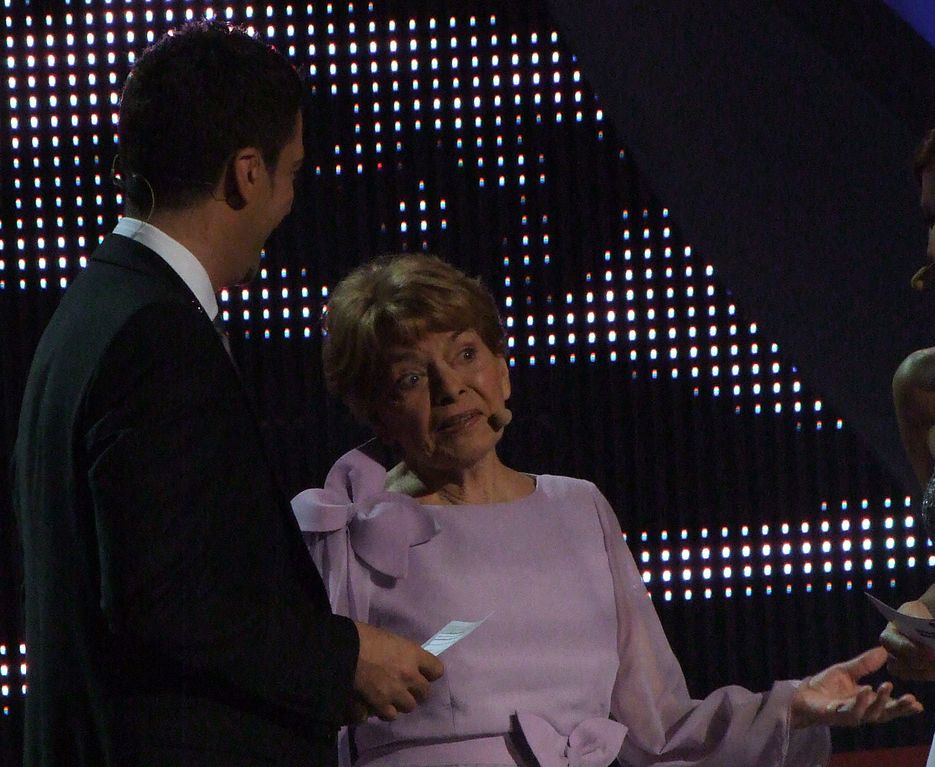
Lys Assia (aqui em 2008), representou a Suíça pela terceira vez consecutiva

O palco do Festival Eurovisão da Canção 1958 foi muito similar aos das edições passadas. Aparte de algumas decorações típicas dos Países Baixos, o palco estava coberto de flores, o que deu um impacto limitado, ao fazer parecer que o espetáculo era transmitido a preto e branco. O tema floral foi repetido no vestido da apresentadora, Hannie Lips. Hannie era bem conhecida a nível local e era também uma apresentadora de televisão bem sucedida, era também cantora e acordeonista, no entanto em 1958 Lips não teve a oportunidade de mostrar os seus dotes artísticos à Europa. Mais uma vez, o vestido de noite (de gala) foi o adoptado pela grande maioria dos concorrentes, à excepção da entrada Alemã e Sueca que apresentaram a sua música com roupas um pouco mais curtas que o habitual para os anos 1950. Tal como em 1957, seguida de uma apresentação muito simples e breve, cada um dos dez concorrentes desceu a escadaria presente no palco e começaram imediatamente a interpretar a sua canção. Os artistas, tiveram pela primeira vez um intervalo um pouco maior entre as actuações em relação aos anos anteriores. Tal acontecimento ajudou também a uma melhor percepção das canções a concurso por parte dos júris internacionais. Outra razão para que a edição 1958 da Eurovisão tenha sido maior do que a do ano anterior, foi o facto de ter havido dois intervalos, um a meio das actuações e outro no fim das actuações e antes dos votos. A Metropole Orchestra providenciou um pouco de música característica da época, o que ajudar a acalmar a tensão que se fazia sentir em estúdio, e ajudou a estabilizar o intervalo na Eurovisão, que se tornou um símbolo e umas das partes importantes do festival desde então.

### Abertura
A abertura do Festival Eurovisão da Canção 1958 voltou a ser uma abertura simples e curta, executada pela orquestra presente na sala.

### Intervalo
Durante o intervalo houve música da Metropole Orkest, com direcção de orquestra por Dolf van der Linden. Em 1958 houve dois intervalos: um no meio e outro depois de as canções terem sido interpretadas.

## Votação
Seguida da segunda actuação da música italiana, devido a problemas técnicos e de um curto intervalo, iniciou-se a sequência de voto. Mais uma vez os países votaram pela ordem contrária à da sua actuação, algo que foi feito aparentemente para acelarar o espetáculo, pois o último país a actuar não podia (nem pode) atribuir pontos a si mesmo, sendo assim poderiam acabar a sua votação a tempo de serem os primeiros a serem chamados. O sistema de votação foi o mesmo utilizado no Festival Eurovisão da Canção 1957, em que cada país tinha um júri composto por dez membros, e cada um desses dez jurados atribuiam um ponto à sua canção preferida. A votação de 1958 pode ser descrita como uma votação onde ocorreram vários "altos e baixos" para vários países. A estreante no festival Suécia liderou o início da votação, no entanto foi ultrapassada depois de a Áustria atribuir sete dos seus dez pontos à França, o que fez com que a França passa-se para a frente. Depois de quatro júris terem votado, a França e a Itália estavam empatadas em primeiro lugar, no entanto, o júri que se seguiu, da Dinamarca atribui-o nove pontos à França, e esta passou novamente a liderar, na altura em que já se sabia que a canção
"Dors, mon amour" era a grande candidata a tentar vencer pelos outros concorrentes. A entrada Italiana que até aqui se encontrava em segundo, desceu algumas posições durante a segunda parte da votação. Com apenas um júri em falta, o resultado era altamente delicado. A França tinha então vinte e um pontos, apenas mais um do que a Suíça. O último país a votar foi a Itália, e visto a Itália ser vizinha da Suíça e com melhores relacionamentos com esta do que com a França, muitos pensaram que a Suíça já tivesse vencido o evento. No entanto, e ignorando todos os outros países, a Itália deu seis pontos à França e apenas quatro à Suíça, dando assim à França a sua primeira vitória no Festival Eurovisão da Canção. O grande desapontamento da noite (outra novidade da edição de 1958), foi a participante dos Países Baixos, Corry Brokken, que apenas conseguiu um ponto, partilhando o último lugar com o Luxemburgo.

## Participações individuais
Cada país a concurso, executou a escolha do seu representante de maneira diferente. Para características específicas sobre a entrada de cada participante no festival, seguir a ligação com o nome dos países na caixa em baixo.
Predefinição:Participações Individuais ESC1958

## Participantes

Países participantes
Países participantes em edições anteriores

Em 1958, participaram apenas dez países no Festival Eurovisão da Canção, naquela que foi a terceira edição do evento. Este seria, juntamente com a segunda edição do evento, o espetáculo com menos canções a concurso (não de países pois em 1956 concorreram apenas sete países, no entanto cada país a concurso levou nesse ano duas músicas a Lugano). No ano anterior o Reino Unido estreou-se na Eurovisão (após ter tentado fazê-lo na edição antes, porém já entregou a sua participação demasiado tarde, a ponto de esta ser recusada pela União Europeia de Rádiodifusão) no entanto não obteve os resultados que espera e cria, o que levou a BBC a desistir e retirar-se do Festival em 1958, voltando apenas em 1959 (esta foi a única vez na história do evento, que o Reino Unido "perdeu" uma edição do concurso). Com a saída do Reino Unido ficaram apenas nove países, no entanto outro país do norte europeu quis entrar na competição. Tratava-se da Suécia, que viria ao longo da história a ter uma das mais bem sucedidas participações na Eurovisão. Sendo assim, a terceira edição do Festival Eurovisão da Canção voltava a ter dez nações participantes. Sete dos dez países a concurso organizaram um festival nacional para escolherem o seu representante e mais uma vez, Itália enviou o vencedor do Festival de San Remo. A edição de 1958, foi também a primeira (e até aos dias de hoje a única), onde dois vencedores de festivais anteriores concorreram. Pela Suíça, Lys Assia, vencedora da primeira edição em 1956, e pelos Países Baixos Corry Brokken, vencedora da edição 1957. Em 1958 foi a primeira vez que se começou a ouvir avaliações e julgamentos sobre uma música antes do festival (o que hoje em dia é muito comum, até meses antes do festival). A canção italiana "Nel blu dipinto di blu", co-escrita por Domenico Modugno, que já havia atingido os tops italianos e já era um pouco conhecida pelos países vizinhos da Itália, era mencionada como aquela a não perder no festival, e talvez mesmo fosse a vencedora.
| País          | Título original da Canção           | Artista                  | Processo                                                              | Data da Selecção        |
| País          | Tradução em Português               | Idiomas de Interpretação | Processo                                                              | Data da Selecção        |
| ------------- | ----------------------------------- | ------------------------ | --------------------------------------------------------------------- | ----------------------- |
| Áustria       | "Die ganze Welt braucht Liebe"      | Liane Augustin           | Final Nacional de 1958                                                | -                       |
| Áustria       | Todo o Mundo Precisa de Amor        | Alemão                   | Final Nacional de 1958                                                | -                       |
| Alemanha      | "Für zwei Groschen Musik"           | Margot Hielscher         | Deutsche Vorentscheidung 1958                                         | 20 de janeiro de 1958   |
| Alemanha      | Música para Dois Cêntimos           | Alemão                   | Deutsche Vorentscheidung 1958                                         | 20 de janeiro de 1958   |
| Bélgica       | "Ma petite chatte"                  | Fud Leclerc              | De T.V. Maakt Muziek 1958                                             | -                       |
| Bélgica       | Meu Pequeno Doce                    | Francês                  | De T.V. Maakt Muziek 1958                                             | -                       |
| Dinamarca     | "Jeg rev et blad ud af min dagbog"  | Raquel Rastenni          | Dansk Melodi Grand Prix 1958                                          | 16 de fevereiro de 1958 |
| Dinamarca     | Eu rasguei uma página do meu diário | Dinamarquês              | Dansk Melodi Grand Prix 1958                                          | 16 de fevereiro de 1958 |
| França        | "Dors, mon amour"                   | André Claveau            | Artista: Selecção Interna de 1958 Canção: Et voici quelques airs 1958 | 7 de fevereiro de 1958  |
| França        | Dorme Meu Amor                      | Francês                  | Artista: Selecção Interna de 1958 Canção: Et voici quelques airs 1958 | 7 de fevereiro de 1958  |
| Itália        | "Nel blu dipinto di blu"            | Domenico Modugno         | Festival di Sanremo 1958                                              | 1 de fevereiro de 1958  |
| Itália        | Azul pintado em Azul                | Italiano                 | Festival di Sanremo 1958                                              | 1 de fevereiro de 1958  |
| Luxemburgo    | "Un grand amour"                    | Solange Berry            | Selecção Interna de 1958                                              | -                       |
| Luxemburgo    | Um Grande Amor                      | Francês                  | Selecção Interna de 1958                                              | -                       |
| Países Baixos | "Heel de wereld"                    | Corry Brokken            | Nationaal Songfestival 1958                                           | 11 de fevereiro de 1958 |
| Países Baixos | Todo o Mundo                        | Holandês                 | Nationaal Songfestival 1958                                           | 11 de fevereiro de 1958 |
| Suécia        | "Lilla stjärna"                     | Alice Babs               | Selecção Interna de 1958                                              | -                       |
| Suécia        | Pequena Estrela                     | Sueco                    | Selecção Interna de 1958                                              | -                       |
| Suíça         | "Giorgio"                           | Lys Assia                | Final Nacional de 1958                                                | -                       |
| Suíça         | Giorgio                             | Alemão & Italiano        | Final Nacional de 1958                                                | -                       |

## Festival

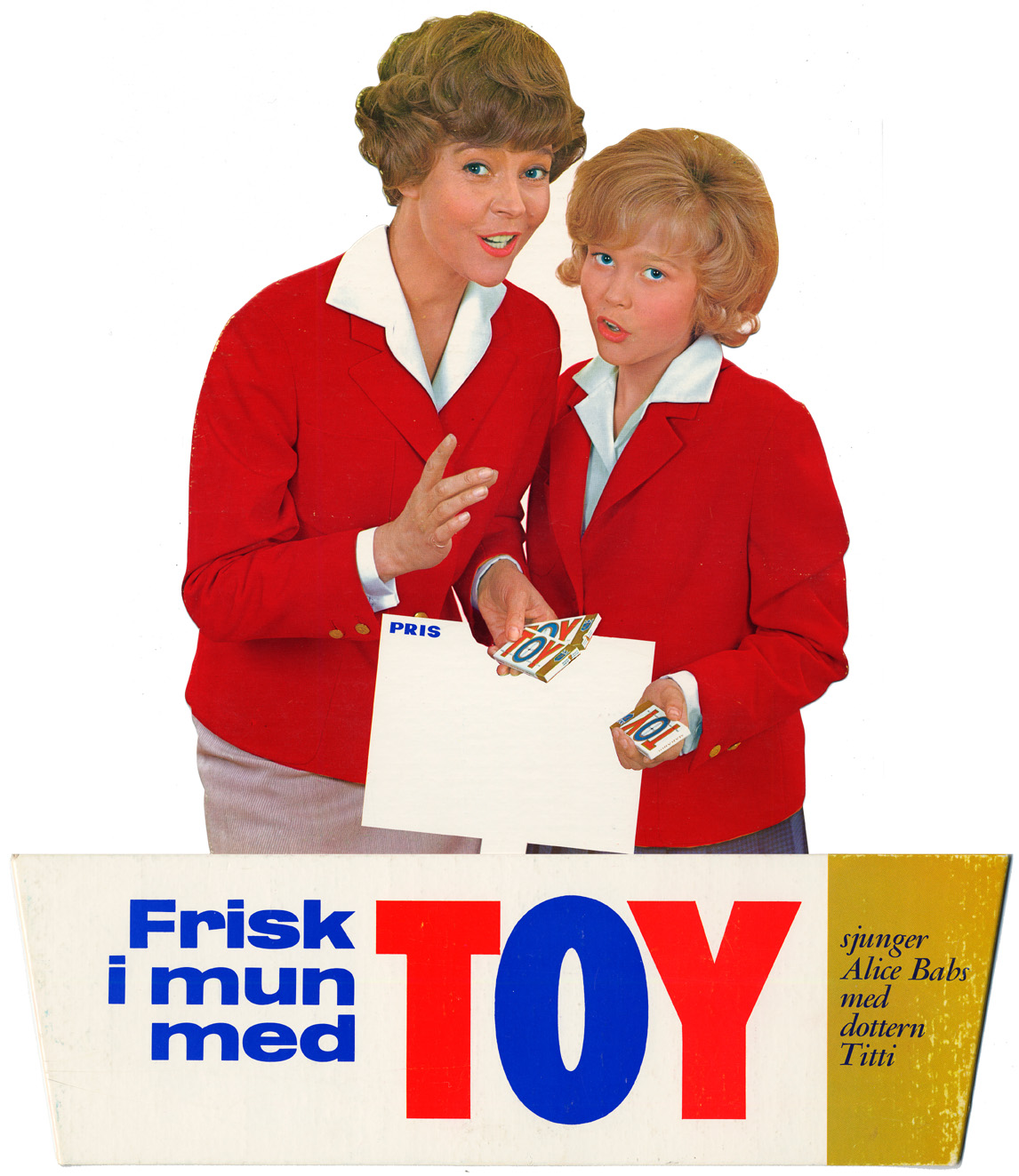
Alice Babs (à esquerda) e a sua filha, num anúncio às pastilhas elásticas Toy, em 1960

Embora mais uma vez o concurso de 1958 possa não ter refletido a música que dominou os charts da época, certamente tinha mais variedade que o concurso do ano anterior, e várias das canções populares apresentadas continuam ainda a ser conhecidas por muitos. A música de abertura e a favorita foi a canção italiana "Nel blu dipinto di blu" (Azul pintado em azul), realizada e co-escrita por Domenico Modugno. Apesar dos quatro minutos de duração, o desempenho da música foi sempre dramático, ajudado por movimentos expressivos da mão de Domenico. A canção que ganhou o Festival de San Remo um mês antes, havia-se tornado já um enorme sucesso na Itália. "Nel blu dipinto di blu" tornar-se-ia mais conhecida como "Volare" (Voo) e no ano seguinte tornaria-se um dos maiores sucessos na história do Festival Eurovisão da Canção, ficando em primeiro nos tops musicais de toda a Europa e chegar a número um no Top americano 100. Em 2005, os telespectadores de toda a Europa viriam a selecioná-la como a segunda melhor canção alguma vez apresentada no Festival Eurovisão da Canção (derrotada pelos ABBA, com "Waterloo"), no especial Congratulations: 50 Anos do Festival Eurovisão da Canção. A segunda canção a ser apresentada em 1958 foi a entrada do anfitrião, e os holandeses decidiram repetir a mesma fórmula que lhes havia dado sucesso no ano anterior. Pelo terceiro ano consecutivo, e doze meses após dar aos Países Baixos a sua primeira vitória no Festival, Corry Brokken voltaria a representar o país. A sua canção "Heel de wereld" (O mundo inteiro) foi, porém, uma pálida imitação da canção de 1957, e apesar de usar uma roupa muito semelhante, e dando uma outra boa actuação, ficou claro que esta não seria como a outra entrada que havia apresentado no ano anterior. De seguida foi a vez de se ouvir o francês em palco, com a música "Dors Mon Amour" (Dorme meu amor), cantada por André Claveau. A música era uma balada romântica tipicamente francesa e incluía uma introdução alargada, combinando com estilo descontraído de Claveau e como muitos descreveram, uma voz quente, que o tornou num concorrente sério. A entrada do Luxemburgo, que se seguiu à da França, foi em um estilo similar, mas sem uma forte melodia. A canção foi avaliada por muitos como já desgastada, devido ao facto de ser do mesmo estilo que tanto se ouviu durante vários anos na Europa, no entanto ajudou a tornar a apresentação da França melhor. A estreia da Suécia na Eurovisão foi memorável em dois aspectos, a cantora Alice Babs preferiu ignorar os típicos vestidos de noite que as outras concorrentes também usavam, e resolveu utilizar um típico traje sueco, que a ajudou a ultrapassar o problema de cantar numa nova língua no festival, a abertura da música tornar-se-ia então memorável na história do concurso, utilizando o universal "la-la-la" para os primeiros 30 segundos da actuação. A canção "Lilla stjärna" foi, porém, muito doce e encantadoramente executada, como relatam os registos da altura. Os vizinhos escandinavos foram os próximos a actuar, mas, apesar de um belo truque de adoptar o título de "dagbog Jeg rev et blad ud af min" (Eu arranquei uma página do meu diário), pouco mais sobre a música foi especialmente memorável. 

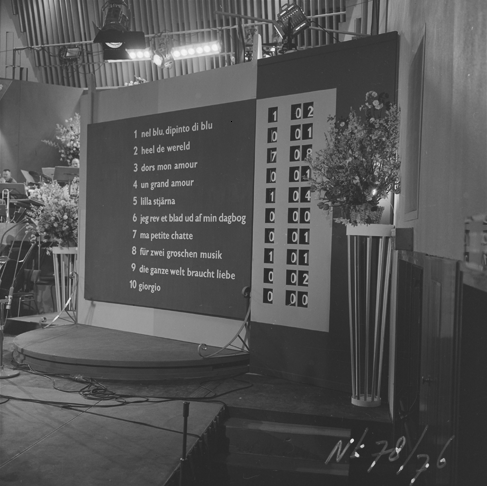
Quadro de votações de 1958

A belga Fud Leclerc, que tinha competido no primeiro concurso em 1956 retornou em 1958 com um estilo muito diferente de música, dois anos depois. O jazz chamado de "Ma Petite Chatte" (Meu pequeno doce) foi uma das melhores performances da noite. Não pela última vez, a entrada alemã baseou-se fortemente em chamarizes para grande parte do seu recurso. A letra da canção fora completamente alterada em relação à versão de estúdio e à apresentada no país, para permitir à cantora Margot Hielscher vestir-se como "Miss Alemanha", com tiara e faixa de miss, para executar/interpretar "Für zwei Groschen Musik" (Música cachola). No entanto isso não foi o único artifício inventado pela Alemanha; Margot levou três 7" singles para palco com ela, para não deixar morrer as letras das canções que mencionavam três estilos musicais (jazz, folk e ópera). O desempenho foi certamente memorável, e a canção bastante aplaudida, no entanto não arrecadou uma boa posição na final, e pensou-se na altura que tivesse sido um pouco diferente para os júris internacionais. De seguida a vizinha Áustria tentou algo um pouco mais tradicional, com um desempenho mais convencional, executado por Liane Auguestine, com "Die ganze Welt braucht Liebe" (O mundo inteiro precisa de amor), uma canção que devia mais do que um pouco aos dois primeiros vencedores da Eurovisão, tanto em termos de estilo e desempenho. Pelo segundo ano consecutivo a Suíça teve a canção (lugar de actuação) final na competição, pelo terceiro ano consecutivo também, Lys Assia representou a Suíça. A canção "Giorgio" foi um estilo muito diferente dos seus esforços anteriores. Cantada, principalmente, em italiano, Giorgio é um conto de charme desenvolto num fim de semana pelo lago Maggiore, onde Lys e seu parceiro, jantaram e onde ela se recusou a beber café expresso em troca de vinho. Assia teve um bom desempenho ao interpretar a canção em questão, e até hoje muitas pessoas consideram que esta foi a melhor das canções que levou à Eurovisão. Em baixo fica a tabela com as principais e mais gerais características de cada nação a concurso.
| #   | País          | Idioma            | Artista          | Canção                             | Lugar | Pontuação |
| --- | ------------- | ----------------- | ---------------- | ---------------------------------- | ----- | --------- |
| 1º  | Itália        | Italiano          | Domenico Modugno | "Nel blu dipinto di blu"           | 3º    | 13        |
| 2º  | Países Baixos | Holandês          | Corry Brokken    | "Heel de wereld"                   | 9º    | 1         |
| 3º  | França        | Francês           | André Claveau    | "Dors, mon amour"                  | 1º    | 27        |
| 4º  | Luxemburgo    | Francês           | Solange Berry    | "Un grand amour"                   | 9º    | 1         |
| 5º  | Suécia        | Sueco             | Alice Babs       | "Lilla stjärna"                    | 4º    | 10        |
| 6º  | Dinamarca     | Dinamarquês       | Raquel Rastenni  | "Jeg rev et blad ud af min dagbog" | 8º    | 3         |
| 7º  | Bélgica       | Francês           | Fud Leclerc      | "Ma petite chatte"                 | 5º    | 8         |
| 8º  | Alemanha      | Alemão            | Margot Hielscher | "Für zwei Groschen Musik"          | 7º    | 5         |
| 9º  | Áustria       | Alemão            | Liane Augustin   | "Die ganze Welt braucht Liebe"     | 5º    | 8         |
| 10º | Suíça         | Alemão & Italiano | Lys Assia        | "Giorgio"                          | 2º    | 24        |

### Galeria

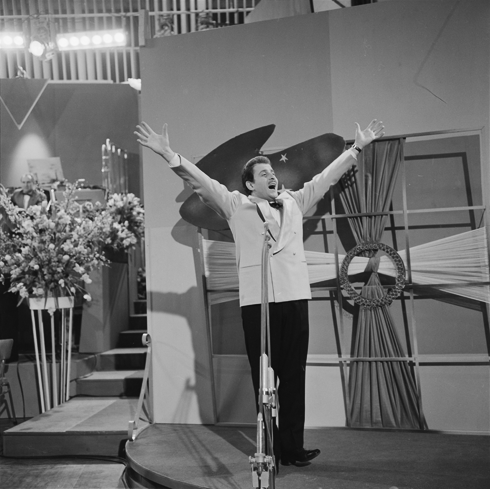
Domenico Modugno
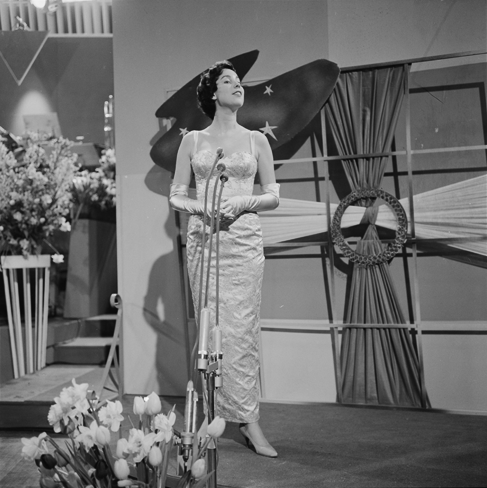
Corry Brokken
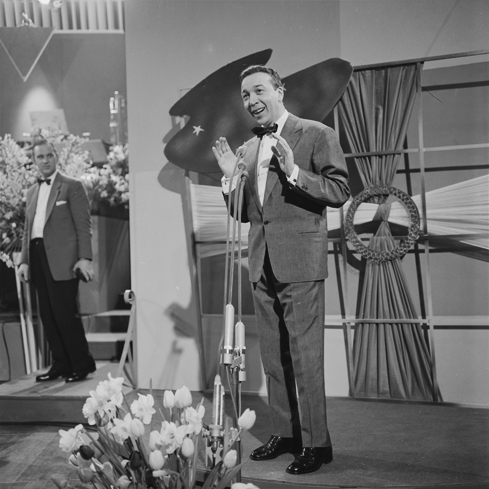
André Claveau
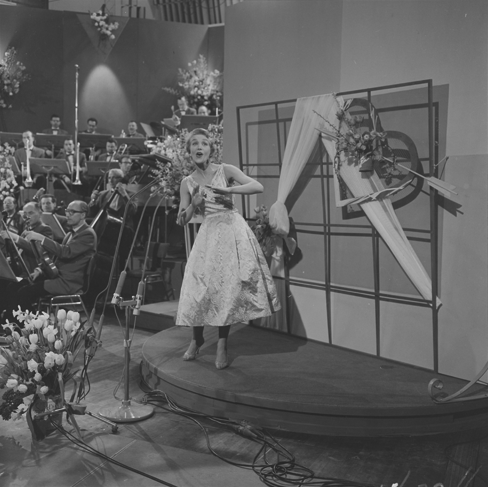
Solange Berry
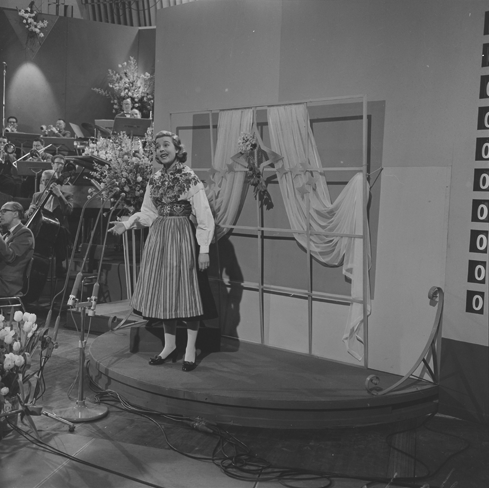
Alice Babs
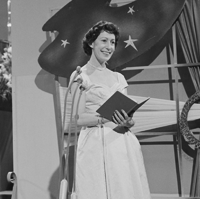
Raquel Rastenni
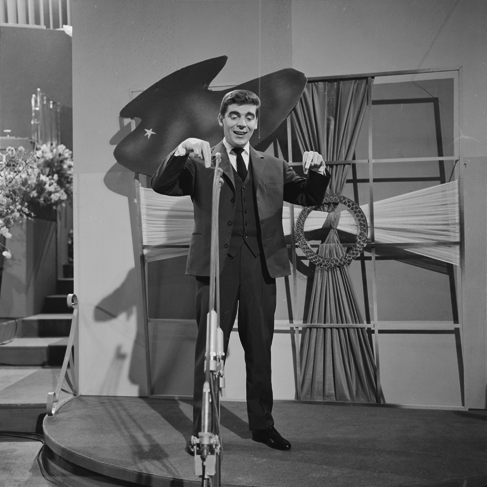
Fud Leclerc
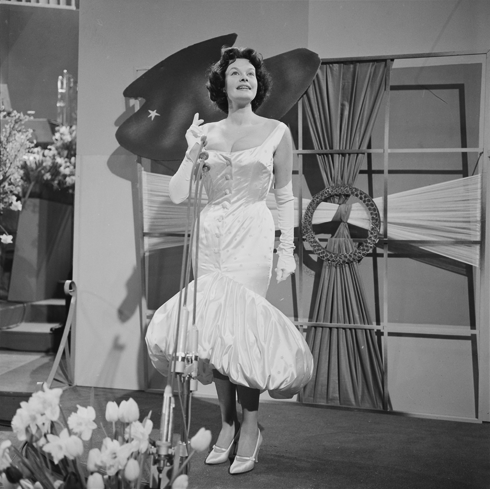
Margot Hielscher
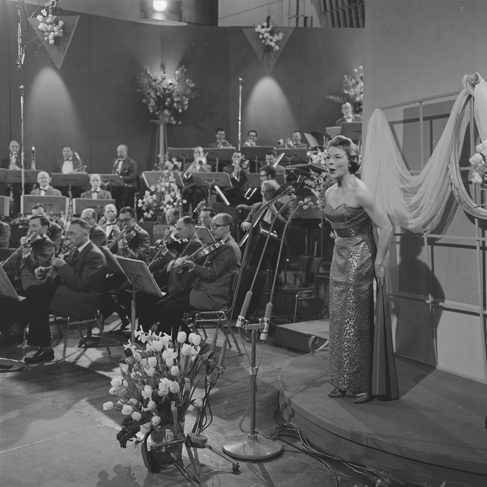
Liane Augustin
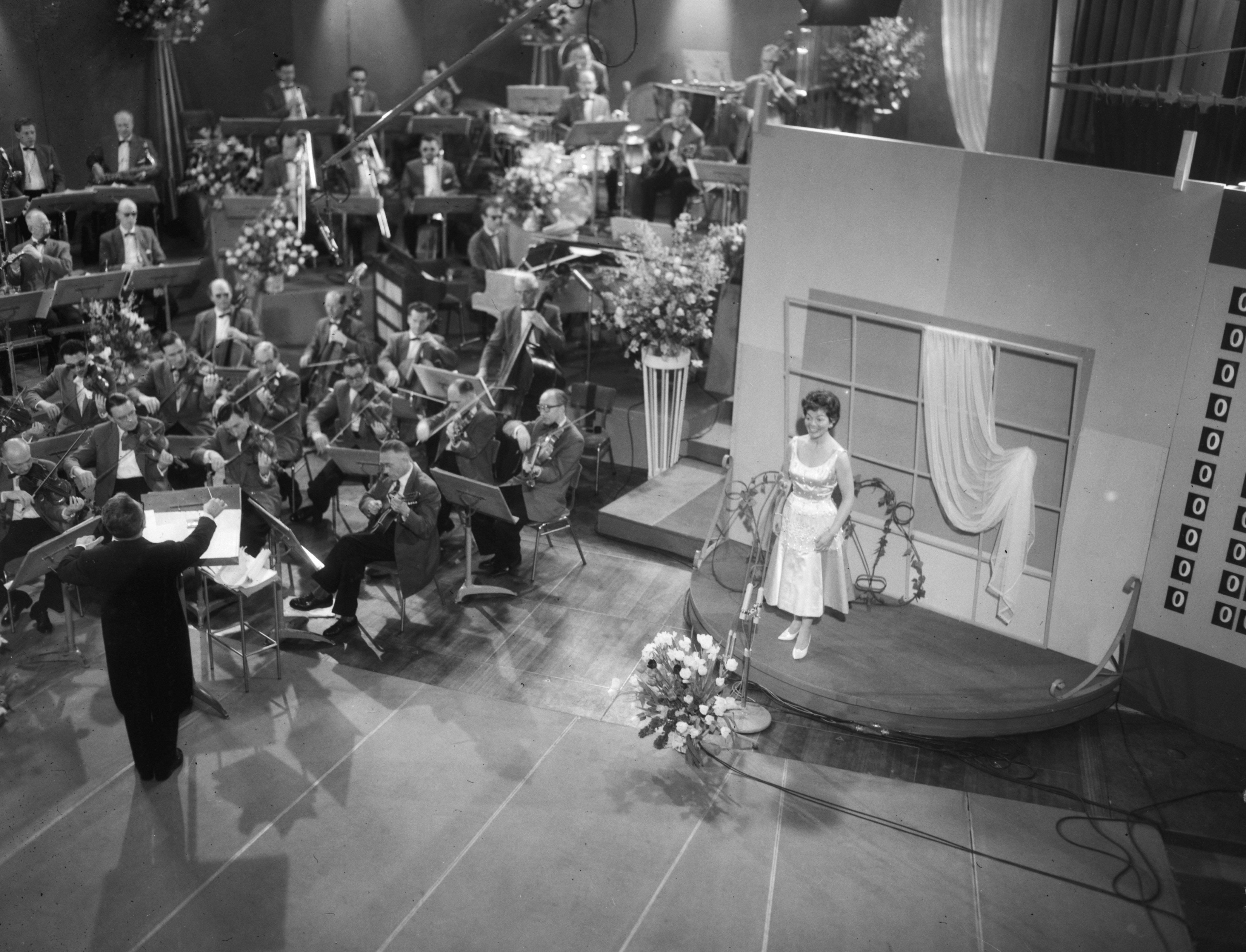
Lys Assia
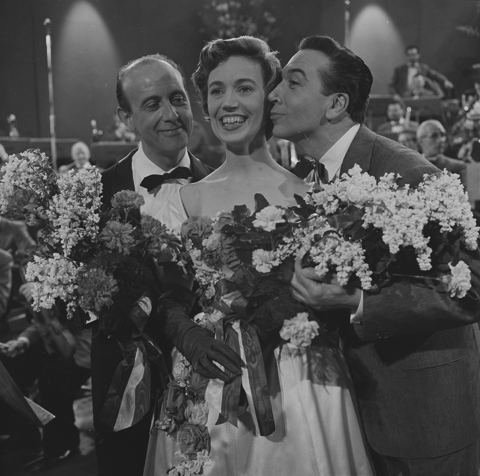
Franck Pourcel, Hannie Lips e André Claveau
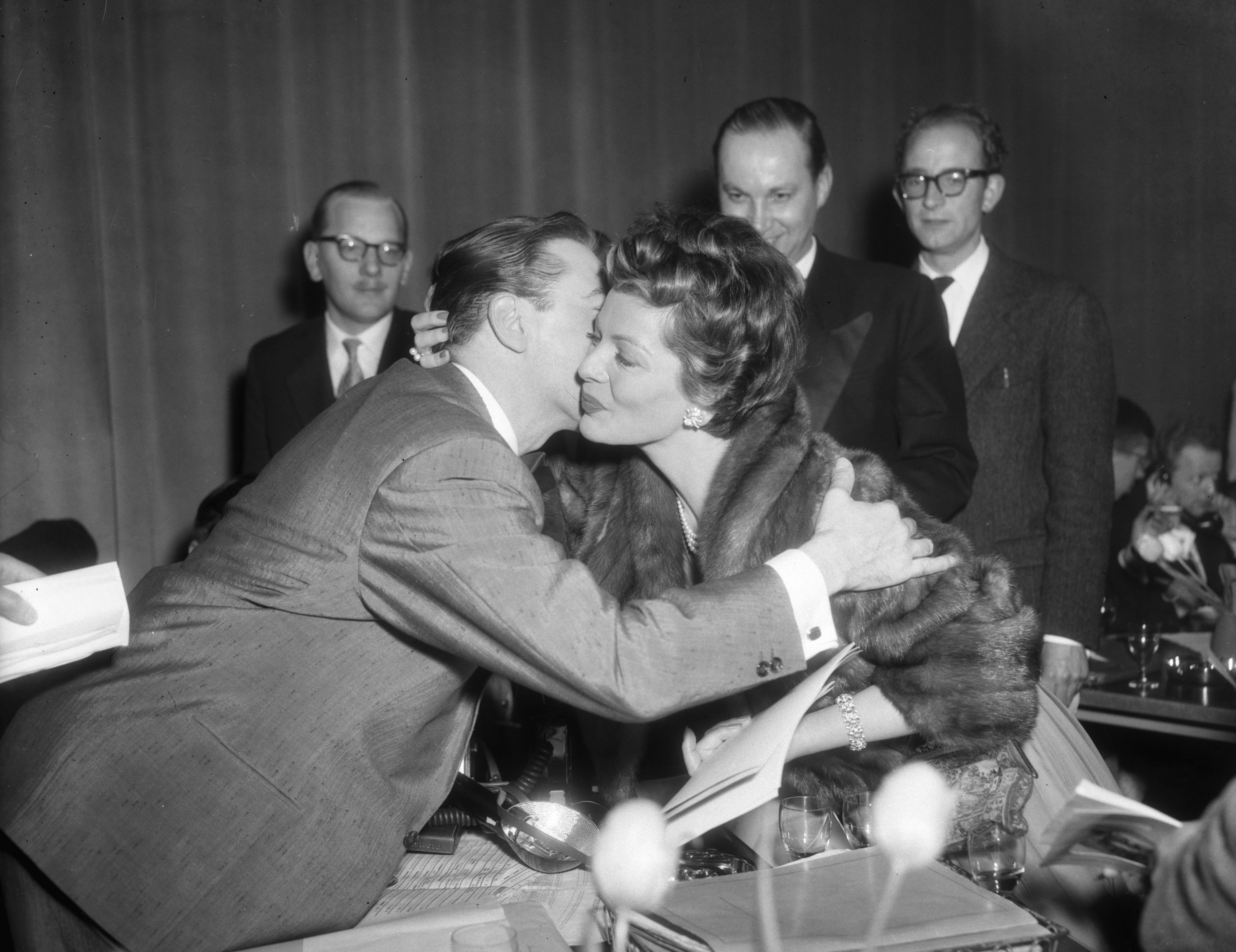
André Claveau e Lys Assia
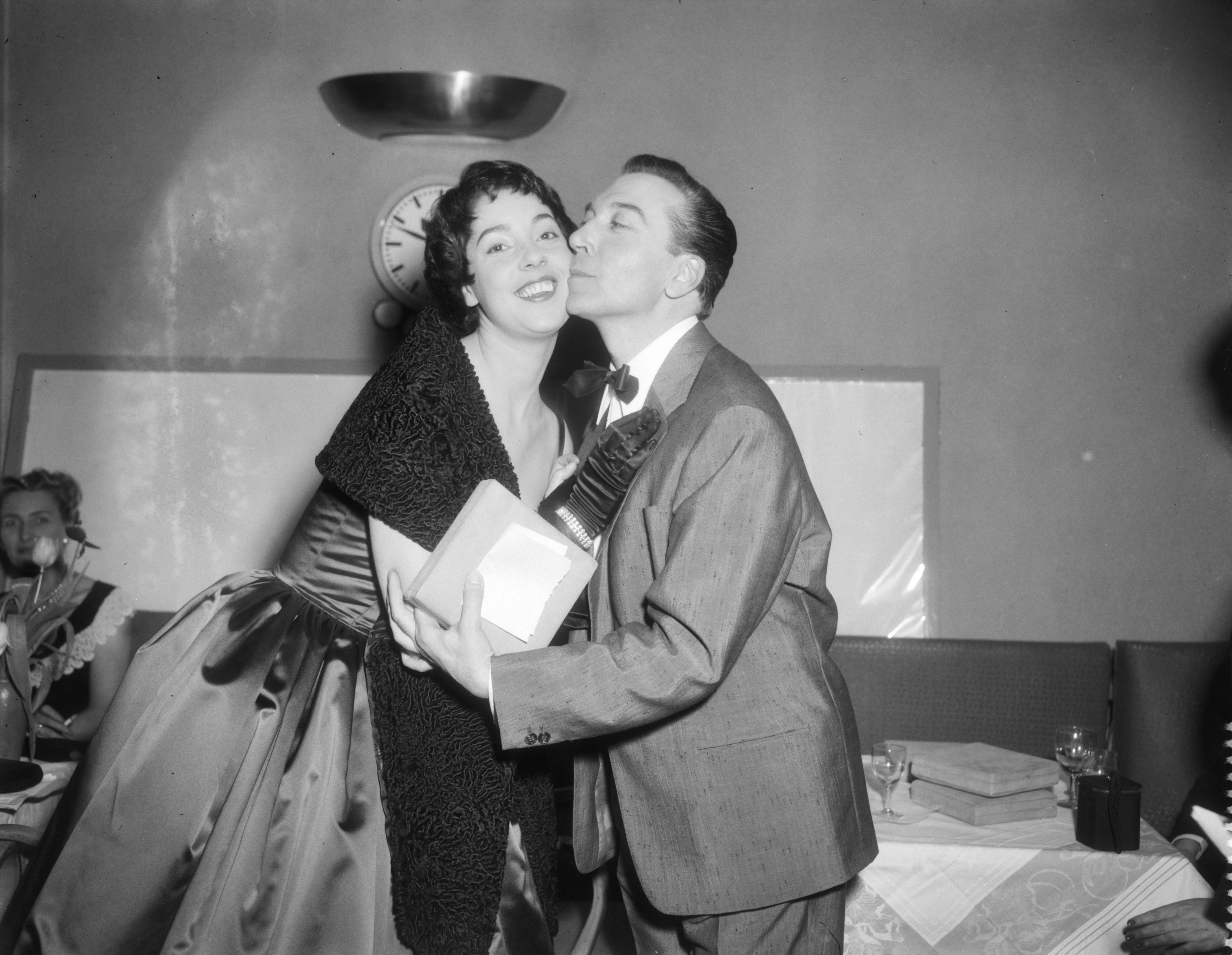
André Claveau e Corry Brokken

### Resultados

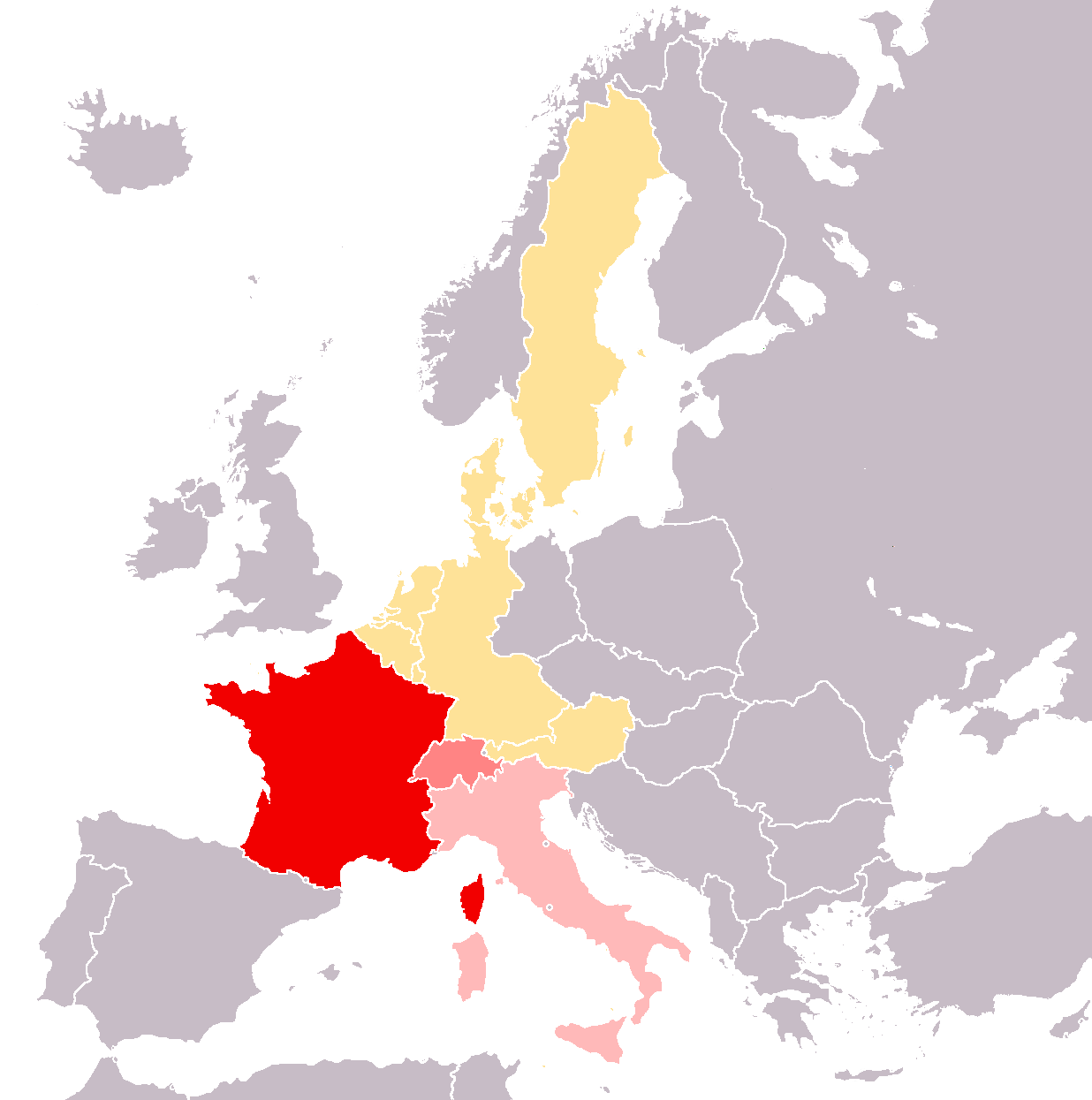
Vencedor
2º classificado
3º classificado

A ordem de votação, foi ao contrário da ordem de actuação dos países no festival. Sendo assim, a ordem de votação no Festival Eurovisão da Canção 1958, foi a seguinte:
| Países Votantes | Países Pontuados | Países Pontuados | Países Pontuados | Países Pontuados | Países Pontuados | Países Pontuados | Países Pontuados | Países Pontuados | Países Pontuados | Países Pontuados |
| --------------- | ---------------- | ---------------- | ---------------- | ---------------- | ---------------- | ---------------- | ---------------- | ---------------- | ---------------- | ---------------- |
| Países Votantes | Itália           | Países Baixos    | França           | Luxemburgo       | Suécia           | Dinamarca        | Bélgica          | Alemanha         | Áustria          | Suíça            |
| Suíça           | 1                | 1                | 1                | 1                | 3                |                  | 1                |                  | 2                |                  |
| Áustria         | 1                |                  | 7                |                  | 1                |                  |                  | 1                |                  |                  |
| Alemanha        | 4                |                  | 1                |                  |                  |                  | 5                |                  |                  |                  |
| Bélgica         | 4                |                  | 1                |                  | 1                |                  |                  | 1                | 1                | 2                |
| Dinamarca       |                  |                  | 9                |                  |                  |                  | 1                |                  |                  |                  |
| Suécia          | 1                |                  | 1                |                  |                  | 1                | 1                | 1                | 1                | 4                |
| Luxemburgo      |                  |                  | 1                |                  | 3                |                  |                  |                  | 1                | 5                |
| França          | 1                |                  |                  |                  |                  | 1                |                  | 2                | 3                | 3                |
| Países Baixos   | 1                |                  |                  |                  | 2                | 1                |                  |                  |                  | 6                |
| Itália          |                  |                  | 6                |                  |                  |                  |                  |                  |                  | 4                |
| Total           | 13               | 1                | 27               | 1                | 10               | 3                | 8                | 5                | 8                | 24               |
| Lugar           | 3º               | 9º               | 1º               | 9º               | 4º               | 8º               | 5º               | 7º               | 5º               | 2º               |
| Países Votantes | Itália           | Países Baixos    | França           | Luxemburgo       | Suécia           | Dinamarca        | Bélgica          | Alemanha         | Áustria          | Suíça            |
| Países Votantes | Países Pontuados |                  |                  |                  |                  |                  |                  |                  |                  |                  |

| Países Votantes | Países Pontuados | Países Pontuados | Países Pontuados | Países Pontuados | Países Pontuados | Países Pontuados | Países Pontuados | Países Pontuados | Países Pontuados | Países Pontuados |
| --------------- | ---------------- | ---------------- | ---------------- | ---------------- | ---------------- | ---------------- | ---------------- | ---------------- | ---------------- | ---------------- |
| Países Votantes | Itália           | Países Baixos    | França           | Luxemburgo       | Suécia           | Dinamarca        | Bélgica          | Alemanha         | Áustria          | Suíça            |
| Suíça           | 1                | 1                | 1                | 1                | 3                | 0                | 1                | 0                | 2                | 0                |
| Áustria         | 2                | 1                | 8                | 1                | 4                | 0                | 1                | 1                | 2                | 0                |
| Alemanha        | 6                | 1                | 9                | 1                | 4                | 0                | 6                | 1                | 2                | 0                |
| Bélgica         | 10               | 1                | 10               | 1                | 5                | 0                | 6                | 2                | 3                | 2                |
| Dinamarca       | 10               | 1                | 19               | 1                | 5                | 0                | 7                | 2                | 3                | 2                |
| Suécia          | 11               | 1                | 20               | 1                | 5                | 1                | 8                | 3                | 4                | 6                |
| Luxemburgo      | 11               | 1                | 21               | 1                | 8                | 2                | 8                | 3                | 5                | 11               |
| França          | 12               | 1                | 21               | 1                | 8                | 2                | 8                | 5                | 8                | 14               |
| Países Baixos   | 13               | 1                | 21               | 1                | 10               | 3                | 8                | 5                | 8                | 20               |
| Itália          | 13               | 1                | 27               | 1                | 10               | 3                | 8                | 5                | 8                | 24               |
| Lugar           | 3º               | 9º               | 1º               | 9º               | 4º               | 8º               | 5º               | 7º               | 5º               | 2º               |
| Países Votantes | Itália           | Países Baixos    | França           | Luxemburgo       | Suécia           | Dinamarca        | Bélgica          | Alemanha         | Áustria          | Suíça            |
| Países Votantes | Países Pontuados |                  |                  |                  |                  |                  |                  |                  |                  |                  |

### Maestros
Em baixo encontra-se a lista de maestros que conduziram a orquestra, na respectiva actuação de cada país concorrente.
| País              | Maestro             |
| ----------------- | ------------------- |
| Itália            | Alberto Semprini    |
| Países Baixos     | Dolf van der Linden |
| França            | Franck Pourcel      |
| Luxemburgo        | Dolf van der Linden |
| Suécia            | Dolf van der Linden |
| Dinamarca         | Kai Mortensen       |
| Bélgica           | Dolf van der Linden |
| Alemanha          | Dolf van der Linden |
| Áustria           | Willy Fantl         |
| Suíça             | Paul Burkhard       |
| Maestro anfitrião | Dolf van der Linden |

## Artistas Repetentes
Com apenas três edições, o Festival Eurovisão da Canção 1958 viu vários dos seus artistas passados regressarem ao concurso. Em baixo fica uma tabela com esses mesmos artistas repetentes, incluindo o seu desempenho e principais características noutros festivais.
| País (1958)   | Foto                 | Artista          | Ano Anterior  | País Representado      | Canção                            | Tradução                     | Pontuação | Classificação |
| ------------- | -------------------- | ---------------- | ------------- | ---------------------- | --------------------------------- | ---------------------------- | --------- | ------------- |
| Alemanha      |                      | Margot Hielscher | ESC 1957      | Alemanha               | "Telefon Telefon"                 | Telefone Telefone            | 8         | 4º            |
| Bélgica       |                      | Fud Leclerc      | ESC 1956      | Bélgica                | "Messieurs les Noyés de la Seine" | Os senhores afogados do Sena | -         | 2º            |
| Países Baixos |                      | Corry Brokken    | ESC 1956      | Países Baixos          | "Voorgoed Voorbij"                | Acabou para sempre           | -         | 2º            |
| Países Baixos | ESC 1957             | Corry Brokken    | Países Baixos | "Net Als Toen"         | Tal como então                    | 31                           | 1º        |               |
| Suíça         |                      | Lys Assia        | ESC 1956      | Suíça                  | "Refrain"                         | Refrão                       | -         | 1º            |
| Suíça         | "Das alte Karussell" | Lys Assia        | ESC 1956      | Suíça                  | O velho carrossel                 | -                            | 2º        |               |
| Suíça         | ESC 1957             | Lys Assia        | Suíça         | "L'enfant que j'étais" | A criança que eu era              | 5                            | 8º        |               |

## Transmissão
Os canais de televisão responsáveis pela difussão do concurso quer via televisão, quer via rádio foram as seguintes cadeias televisivas:
| - NDR - ORF - VRT - DR | - RTBF - NTS - RAI - RTL | - SR - SRG SSR |

## Problemas
Enquanto o espetáculo pareceu bastante atraente nos ecrãs de televisão pela Europa fora, a única coisa que o concurso de 1958, não consegui-o foi qualquer senso de atmosfera. O pequeno público presente no estúdio é uma das mais baixas audiências na história da competição e é impossível avaliar quais as músicas que foram bem recebidas e que não o tenham sido, embora que, as boas-vindas para a entrada da representante do país anfitrião tenha sido bem mais audível. Mesmo a sequência de votação, que foi muito mais emocionante do que no ano anterior, parece que não consegui-o gerar uma reação maior, talvez por causa da falha da entrada da Suíça, país afitrião. O outro problema com o espetáculo, é um obstáculo técnico que significou/resultou que o desempenho da música de abertura da Itália não fosse visto em vários países e teve de ser repetida no final da ordem de execução. Globalmente, o Festival Eurovisão da Canção 1958 é uma organização eficiente, mas tem uma apresentação um pouco maçante, assim descrito pelos da época. No entanto, quando se pensa nos concursos anteriores, é no padrão geral da música, uma das mais elevadas edições nos primeiros anos da competição.

### Notícias (oficial)
- Site Oficial do Festival Eurovisão da Canção
- Site Oikotimes, noticias sobre a Eurovisão, o mais lido em Portugal
- Site EscToday, noticias sobre a eurovisão
- Site Português, noticias sobre a eurovisão Arquivado em 28 de maio de  2009, no Wayback Machine.
- Esctime, noticias sobre o tema
- Noticias do festival pelo site Eurovisionary

### Festival 1958
- Festival Eurovisão da Canção 1958 na Eurovision.tv
- Hilversum 1958
- Eurovisão 1958 na IMDB